# Hypopterygiaceae
Hypopterygiaceae, porodica pravih mahovina smještena u vlastiti red Hypopterygiales.

## Rodovi
1. Arbusculohypopterygium M. Stech, T. Pfeiff. & W. Frey
2. Canalohypopterygium W. Frey & Schaepe
3. Dendrohypopterygium Kruijer
4. Eohypopterygiopsis J.-P. Frahm
5. Hypopterygium Brid.

## Vanjske poveznice
- Bryophyte Phylogeny Poster